# Пономаренко Іван Вікторович
Іва́н Ві́кторович Пономаре́нко (нар. 11 квітня 1945, село Калинівка Вітовського району Миколаївської області — 11 квітня 2019 Київ) — український співак, баритон. Народний артист Української РСР (1985).

## Біографія
Народився 11 квітня 1945 року в селі Калинівка Вітовського району Миколаївської області.
Закінчив Одеську консерваторію. Педагог — Ольга Благовидова.
У 1974 році здобув першу премію на Всесоюзному конкурсі імені М. Глінки. З того ж року — соліст Одеського театру опери і балету.
З 1981 року — соліст Національної опери України.
Помер 11 квітня 2019 року у місті Києві.

## Нагороди
Нагороджений орденом «За заслуги» І (2019), ІІ (2015) та ІІІ (2001) ступенів.

## Творчість
Партії:
- Євгеній Онєгін («Євгеній Онєгін» Чайковського),
- Грязной («Царева наречена» Римського-Корсакова),
- Остап («Тарас Бульба» Лисенка),
- Набукко («Набукко» Верді),
- Ріґолетто («Ріґолетто» Верді),
- Жорж Жермон («Травіата» Верді),
- Амонасро («Аїда» Верді).

Іван Пономаренко — перший український співак, який виступав у Південно-Африканській Республіці. На початку 1990-х у Йоганнесбурзі та Преторії виконував провідні баритонові партії в операх Верді «Ріґолетто» та «Аїда», Масканьї — «Сільська честь».